# Nausinoe quadrinalis
Nausinoe quadrinalis là một loài bướm đêm trong họ Crambidae.